# Golfo de Onega

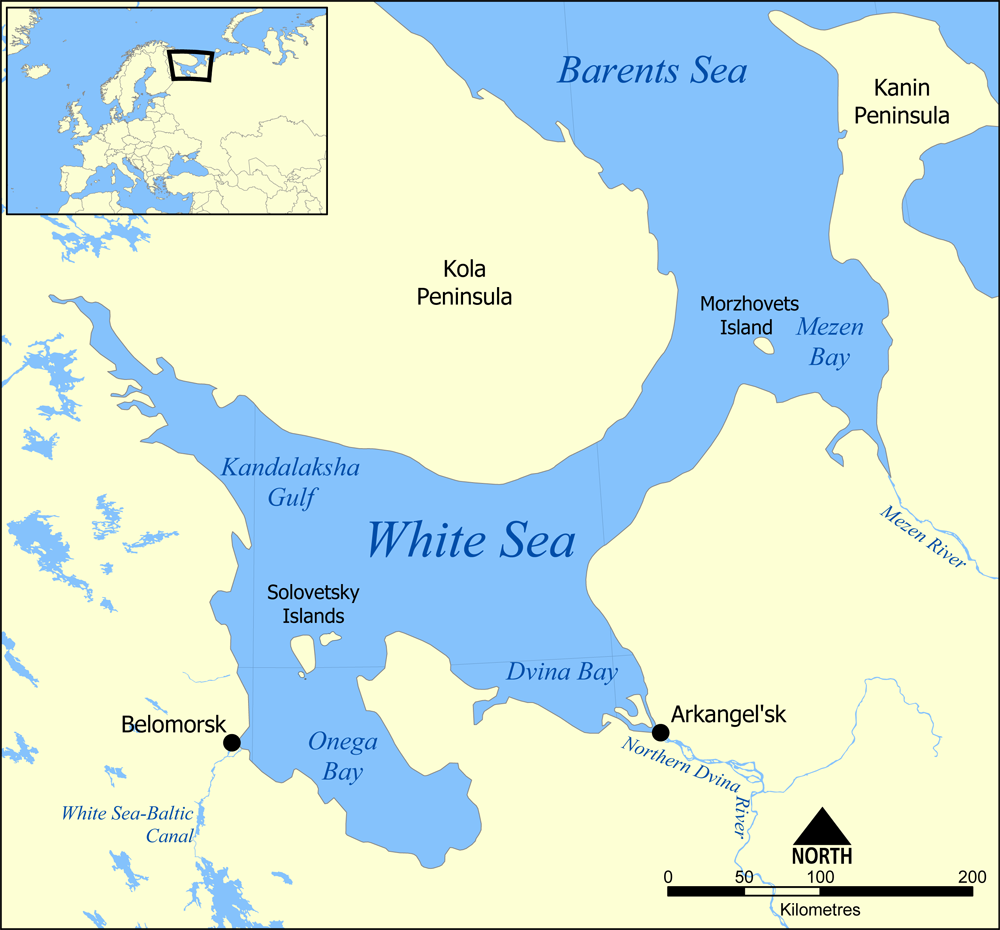
Mapa do mar Branco

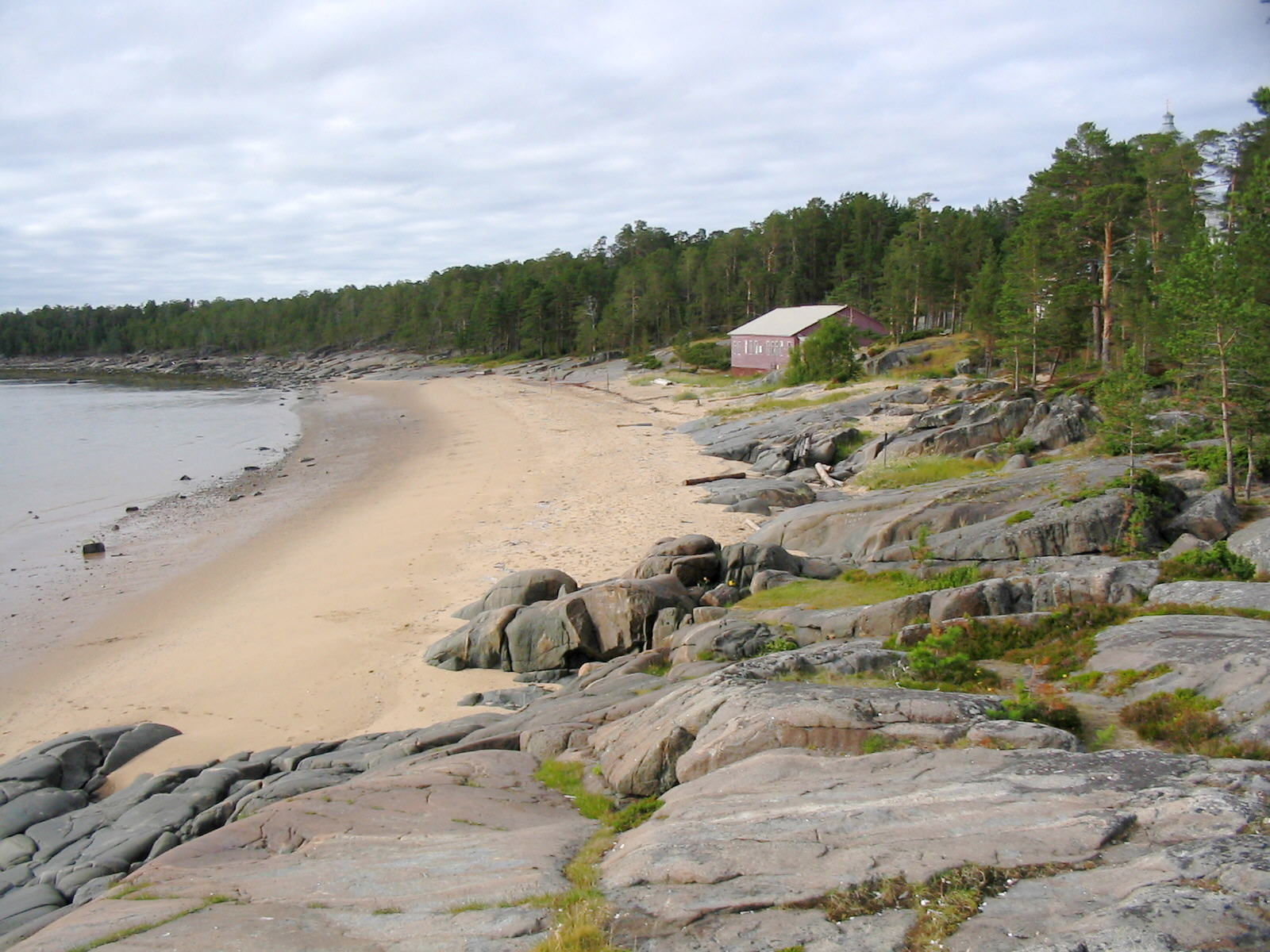
Margem da ilha Kiy no golfo de Onega

O golfo de Onega ou baía de Onega (em russo:  Онежская губа», «Онежский залив») é uma das quatro grandes baías do mar Branco juntamente com o golfo de Kandalakcha e as baías de Menzen e Dvina. Está situado na parte interior, no extremo sul. Tem 185 km de comprimento e largura de 50–100 km. A profundidade média é de 16 m e a máxima de 36 m.
Desaguam na baía o rio Onega (416 km), o rio Kem (191 km) e o rio Vyg (237 km). A baía conta com numerosas ilhas, sendo as maiores e mais famosas as ilhas Solovetski, cujo conjunto foi declarado pela UNESCO como Património da Humanidade. Na costa oeste fica a cidade de Belomorsk (13013 habitantes em 2002) e a saída do Canal Mar Branco–Báltico.
Administrativamente, a margem oriental pertence ao Óblast de Arcangel e a ocidental à República da Carélia.